# Аткино (Башкирия)
А́ткино — упразднённая деревня Нижнеискушинского сельсовета Белокатайского района Башкирской АССР РСФСР СССР. Исключена из учёта данных в 1981.  Жили русские (1979). 

## География
Располагалась при впадении речки Юкалы в Большой Ик,  в 46 км к северо-западу от райцентра и 81 км к западу от ж.-д. ст. Ункурда (Челябинская область).

## История
Основана русскими крестьянами после 1920.
На 1952 год — находилась в том же с/с, называвшийся тогда Искушинский сельсовет, в 15 км от центра с/с — Нижний Искуш.
Согласно Указу Президиума ВС Башкирской АССР от 12.02.1981 N 6-2/66 «Об исключении некоторых населенных пунктов из учетных данных по административно-территориальному делению Башкирской АССР»:

В связи с перечислением жителей и фактическим прекращением существования исключить из учётных данных по административно-территориальному делению Башкирской АССР — http://bashkortostan.news-city.info/docs/sistemao/dok_keqijo.htm
.

## Население
В 1939 проживало 35 человек, в 1969 – 38, в 1979 – 6.